# Adolf Jutz
Adolf Jutz (* 20. Juni 1887

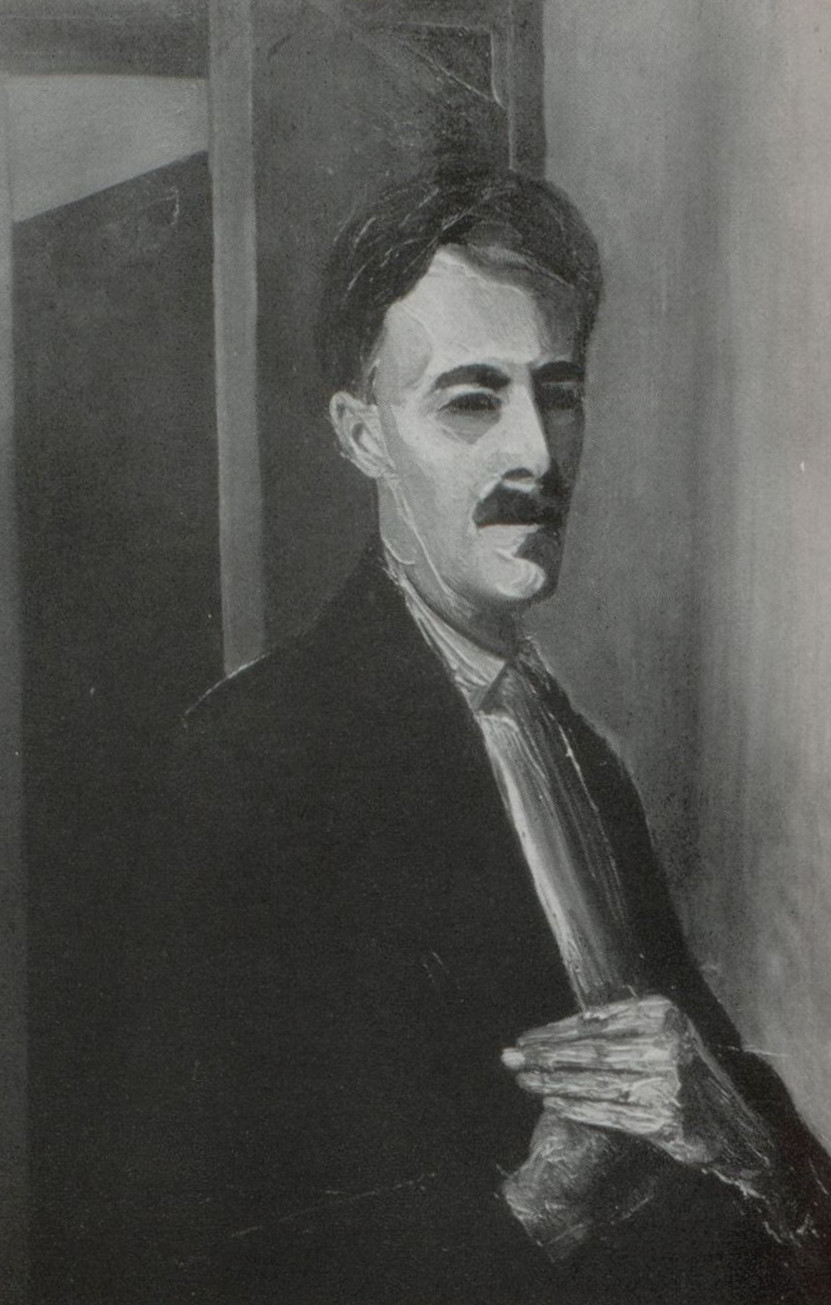
Adolf Jutz, Selbstbildnis 1934

in Freiburg im Breisgau; † 14. Dezember 1945 in Tegernsee) war ein deutscher Maler und Zeichner.

## Leben
Adolf Jutz wurde 1887 in Freiburg im Breisgau geboren. Schon während seiner Schulzeit wollte er Kunstmaler werden; über ihn soll gesagt worden sein: „Er malte alles, was er sah.“ Sein Vater jedoch bestand darauf, dass er eine kaufmännische Lehre machte, die er 1906 abschloss. Erst nach dem frühen Tod seines Vaters 1905 näherte er sich der Kunst auch beruflich. Ein Studienkollege seines Bruders vermittelte ihm ein Treffen mit Hans Thoma, der ihm genügend Talent für die Aufnahme an der Kunstakademie bescheinigte. Er studierte daraufhin in Karlsruhe u. a. bei Professor Ludwig Schmid-Reutte, in Florenz und in Paris an der Académie Ranson u. a. bei Paul Sérusier (1908) und Maurice Denis (1909).
Der Erste Weltkrieg führte ihn als Kriegsmaler an die Westfront. So waren seine ersten Einzelausstellungen 1917 und 1919 in München und Freiburg seinen Arbeiten als Kriegsmaler gewidmet. Was er im Krieg erleben musste sowie der frühe Tod seiner ersten Frau 1920 hinterließen in ihm einen Zug von Melancholie, der seine weiteren Werke immer wieder prägte, ihn sich vermehrt religiösen Themen zuwenden ließ und der auch nie ganz von ihm abfiel. Ab 1924 lebte und arbeitete er bis zu seinem Tod 1945 in München.
Adolf Jutz beteiligte sich in den 1920er und 1930er Jahren an vielen Ausstellungen. 1930 erhielt er den Albrecht-Dürer-Preis der Stadt Nürnberg. 1933 wurde er Vorsitzender des Vereins bildender Künstler Münchens Münchener Neue Secession. Er blieb bis 1937 Vorstandsmitglied. In der Zeit des Nationalsozialismus war Jutz Mitglied der Reichskammer der bildenden Künste. Für diese Zeit ist seine Teilnahme an 24 Gruppen- und zwei Einzelausstellungen sicher belegt, u. a. von 1934 bis 1936 an der Großen Münchner Kunstausstellung.  1937 fand im Münchner Kunstverein eine Kollektiv-Ausstellung anlässlich seines 50. Geburtstages statt. An den ab 1937 stattfindenden Großen Deutschen Kunstausstellung in München durfte er wegen eines von der Reichskunstkammer ausgesprochenen Ausstellungsverbotes (Berufsverbot) nicht mehr teilnehmen. Zu keiner Zeit konnte er sich mit der völkischen Kunstauffassung der NS-Machthaber identifizieren; im privaten Kreis äußerte er sich vehement gegen die NS-Diktatur. Es kam dann nur mehr zu vereinzelten Ausstellungen seiner christlich geprägten Werke. Im Dezember 1945 starb Adolf Jutz an den Spätfolgen eines Fahrradunfalls im Sommer desselben Jahres.
Das Schaffen von Adolf Jutz umfasst eine Vielzahl von Graphiken (Tusche, Rötel, Lithographie), Werke in Öl sowie Aquarell und Tempera-Mischtechnik.
Sein einer Schwerpunkt war die Landschaftsmalerei; vor allem das untere Altmühltal, der Jura, das Allgäu und Oberbayern waren seine Lieblingslandschaften. Sein anderer Schwerpunkt, insbesondere nach 1935, war die religiöse (christliche) Malerei. So stammen unter anderem der Kreuzweg in der Pfarrkirche St. Josef in Memmingen (1937) sowie der Kreuzweg der Pfarrkirche Landsberied bei Fürstenfeldbruck (1943) von ihm.
Im Januar 1951 wurde im Kunstverein Karlsruhe eine Gedächtnisausstellung (zusammen mit Engelhardt, Eichrodt-Schindler und J. Kaspar) durchgeführt, 1961 wurden Werke in der Ausstellung Kreuzweg und Auferstehung der Deutschen Gesellschaft für Christliche Kunst gezeigt. 1963 war Adolf Jutz auf der Großen Kunstausstellung in der Gedächtnisausstellung der verstorbenen Mitglieder der Drei Künstlergruppen mit fünf Arbeiten vertreten. 1987 und 1991 fanden Ausstellungen zum 100. Geburtstag des Künstlers in München und Augsburg statt.